# Paratrichocladius nitidus
Paratrichocladius nitidus är en tvåvingeart som först beskrevs av Malloch 1915.  Paratrichocladius nitidus ingår i släktet Paratrichocladius och familjen fjädermyggor. Inga underarter finns listade i Catalogue of Life.